# François Lake
Der François Lake ist ein See in der kanadischen Provinz British Columbia.

## Lage
Er liegt etwa 30 km südlich von Burns Lake und 10 Kilometer westlich von Fraser Lake. Er zählt zu den „Nechako-Seen“ in British Columbia Interior. Mit einer Seelänge von 103 km ist er nach dem Babine Lake der zweitlängste natürliche See in British Columbia. Der Nadina River fließt dem See an dessen Westende zu. Der Stellako River entwässert den François Lake am Nordostufer zum nordöstlich gelegenen Fraser Lake.
Der See ist ein beliebtes Angelgewässer. Es werden Regenbogenforellen und Saiblinge gefangen. 
Der 72,14 km² große François Lake Provincial Park und der Uncha Mountain Red Hills Provincial Park liegen am François Lake.